# Veliko Tarnovo (província)
Veliko Tarnovo ou Veliko Tǎrnovo (búlgaro: Велико Търново) é um distrito da Bulgária. Sua capital é a cidade de Veliko Turnovo.

## Municípios
|    |                  |                        |
| Nº | Nome             | População (censo 2001) |
| 1  | Elena            | 11.342                 |
| 2  | Gorna Orjahovica | 53.142                 |
| 3  | Ljaskovec        | 15.570                 |
| 4  | Pavlikeni        | 31.312                 |
| 5  | Polski Trǎmbeš   | 18.678                 |
| 6  | Suhindol         | 3.630                  |
| 7  | Stražica         | 16.504                 |
| 8  | Svištov          | 47.664                 |
| 9  | Veliko Tarnovo   | 90.504                 |
| 10 | Zlatarica        | 4.948                  |